# Lipec

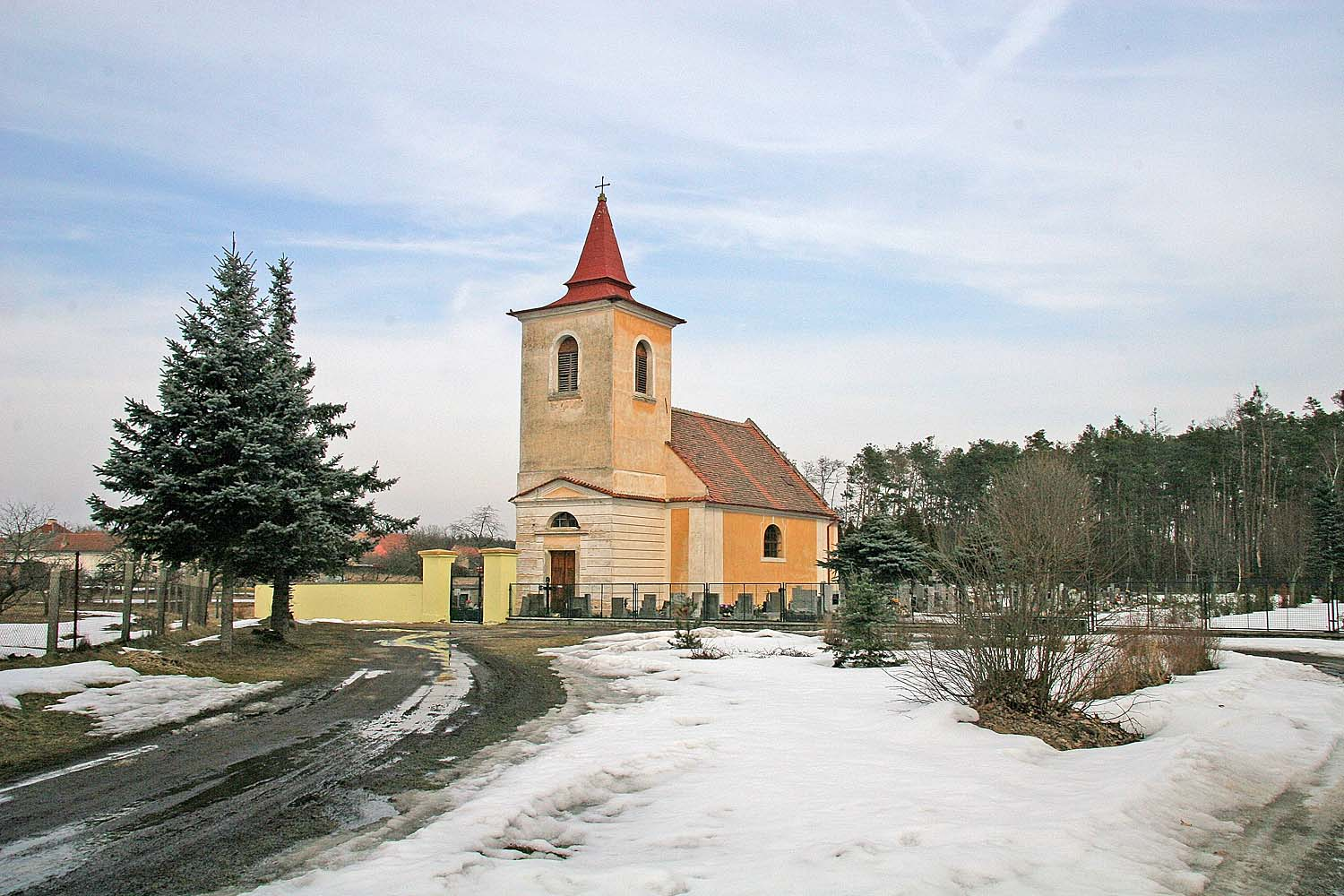
Kirche der hl. Dreifaltigkeit

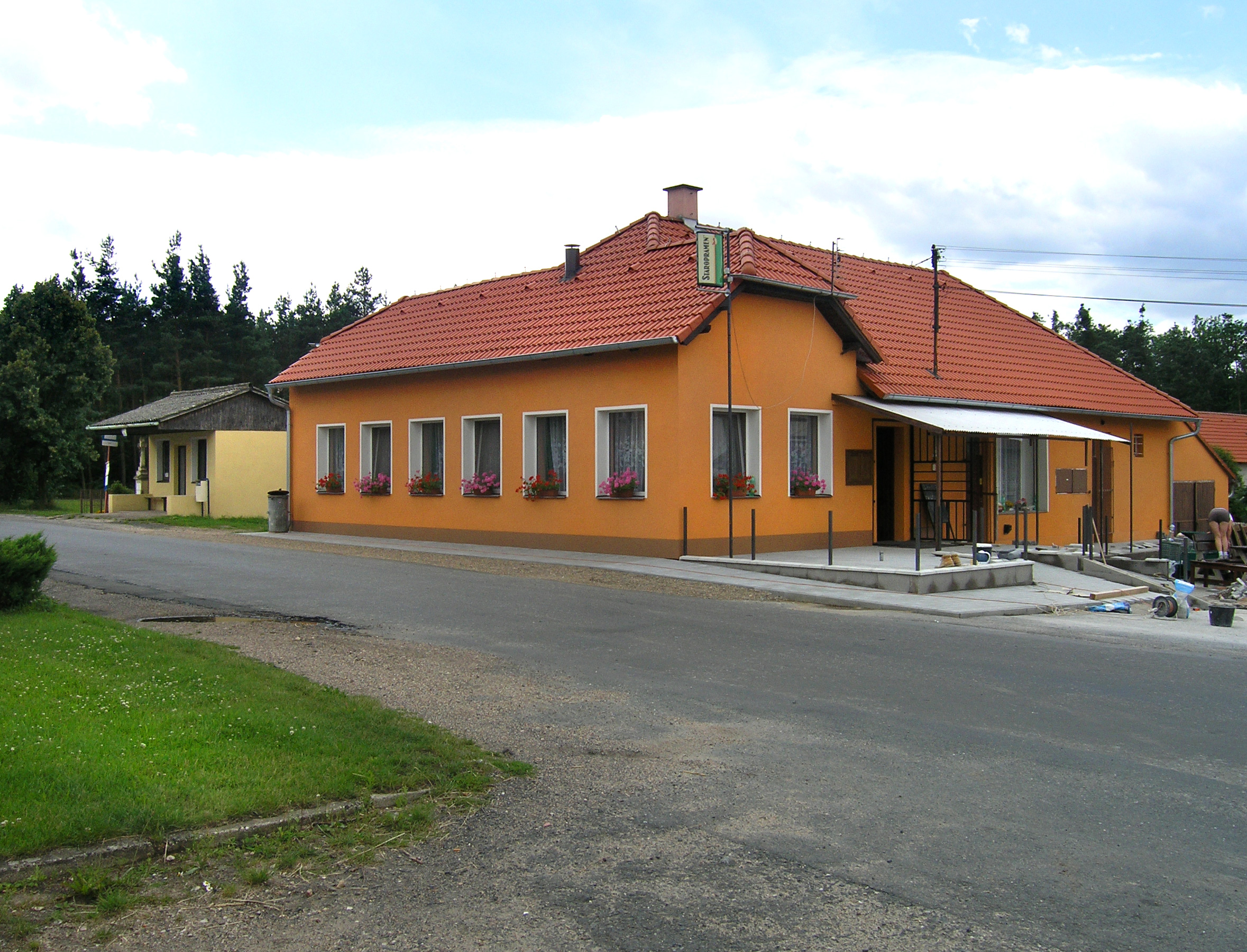
Wirtshaus

Lipec (deutsch Lipetz)  ist eine Gemeinde in Tschechien. Sie liegt fünf Kilometer nördlich von Týnec nad Labem und gehört zum Okres Kolín.

## Geographie
Lipec befindet sich auf einem Höhenzug in der Středolabské tabule (Tafelland an der mittleren Elbe). Im Dorf entspringt ein Zufluss zum Ohařský potok. Östlich erhebt sich die Vinice (254 m n.m.), im Süden die Čížovka (251 m n.m.).
Nachbarorte sind Radovesnice II und Rozehnaly im Norden, Hradišťko II und Kundratice im Nordosten, Rasochy und Uhlířská Lhota im Osten, Selmice und Labské Chrčice im Südosten, Božec und Krakovany im Süden, Bělušice und Chrást im Südwesten, Němčice und Ohaře im Westen sowie Polní Chrčice und Dománovice im Nordwesten.

## Geschichte
Die erste schriftliche Erwähnung von Lipec erfolgte im Jahre 1347. Ab 1409 war das Dorf Sitz des Vladiken Zdeněk von Lipec.  Vor 1516 erwarb Mikuláš Cerhenský von Dražice das Gut Lipec und schloss es an die Herrschaft Hradišťko an. 1539 erwarb Diviš Slavata von Chlum und Koschumberg das Gut und schlug es der Herrschaft Radovesnice zu. Er war 1547 einer der Anführer des Ständeaufstandes gegen König Ferdinand I. und verlor nach der Niederschlagung des Aufstandes seinen Besitz. Ab 1552 besaß Jan Klusák von Kostelec die Herrschaft Radovesnice, seine Witwe Žofie ließ 1597 die Kirche errichten. Nach dem Tod des Ondřej Klusák teilten dessen Söhne 1590 die Güter; das Gut Lipec fiel Albrecht Jiří Klusák zu. Nachfolgende Besitzer von Lipec waren Albrecht d. Ä. Klusák und Jan Oldřich Klusák. Letzterer verkaufte das Gut 1607 an König Rudolf II., der es mit der Herrschaft Podiebrad vereinigte. 
Im Jahre 1833 bestand das im Bidschower Kreis gelegene Rustikaldorf Lipetz aus 34 Häusern, in denen 216 Personen, darunter vier protestantische und eine jüdische Familie lebten. Lipetz war eines der fünf Dörfer des Chrtschitzer oder Oberen Gerichts. Unter dem Patronat der Obrigkeit stand die Filialkirche der hl. Dreifaltigkeit. Pfarrort war Elbe-Teinitz. Die Kinder waren nach Radowesnitz eingeschult. Bis zur Mitte des 19. Jahrhunderts blieb Lipetz der k.k. Kameralherrschaft Podiebrad untertänig.
Nach der Aufhebung der Patrimonialherrschaften bildete Lipec ab 1849 mit dem Ortsteil Božec eine Gemeinde im Gerichtsbezirk Chlumetz. Ab 1868 gehörte die Gemeinde zum Bezirk Neubydžow. 1869 hatte Lipec 244 Einwohner und bestand aus 41 Häusern. Im Jahre 1900 lebten in Lipec 279 Menschen, 1910 waren es 301. Božec löste sich 1921 los und bildete eine eigene Gemeinde. 1930 hatte Lipec 275 Einwohner. Seit 1960 gehört die Gemeinde  zum Okres Kolín. 1961 erfolgte die Eingemeindung nach Radovesnice II. Seit dem 1. Juli 1990 besteht die Gemeinde Lipec wieder. Beim Zensus von 2001 lebten in den 82 Häusern von Lipec 199 Personen. Seit 2018 führt die Gemeinde ein Wappen und Banner.

## Sehenswürdigkeiten
- Kirche der hl. Dreifaltigkeit, erbaut 1597 auf Veranlassung von Žofie Klusáková von Nečtin
- Zwei Wegkreuze
- Wüste Feste Lipec